# Owain Glyndŵr
Owain Glyndŵr (ang. Owen Glendower, ur. ok. 1359, zm. ok. 1415) – książę walijski. Był spadkobiercą książąt Powys. Pochodził z królewskiego rodu Jorwerthów. Przez swoją matkę rościł sobie prawa do ziem Rhys ap Gruffydd. 
Był najpotężniejszym magnatem w północnej Walii. Znalazł się w otwartym konflikcie z lordem Greyem, którego poparł król Anglii - Henryk IV. W 1400 stanął na czele powstania przeciwko Anglikom, a w 1404 zdołał nawet zwołać w Machynlleth walijski parlament.

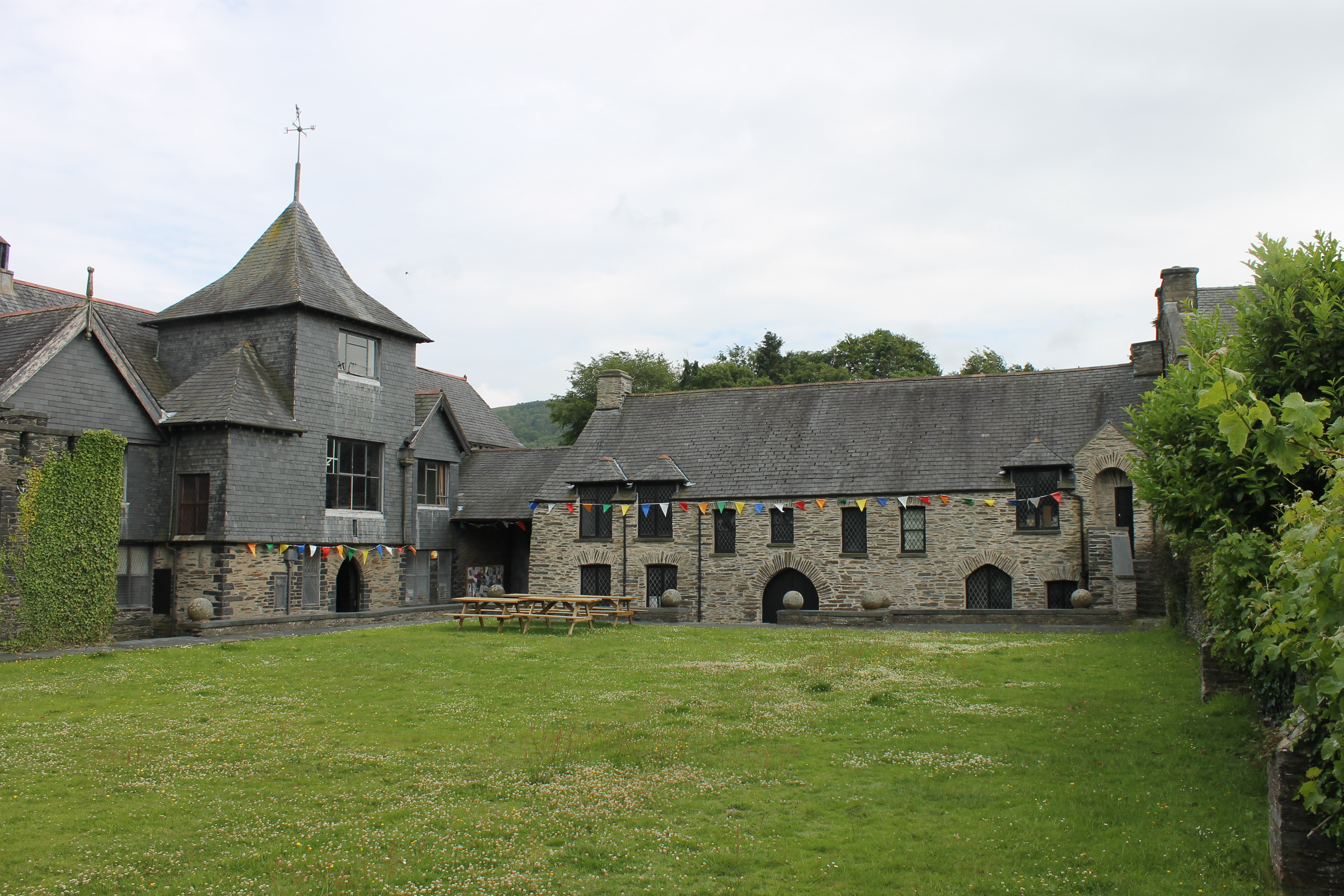
Budynek, w którym tradycyjnie przyjmuje się zwołanie walijskiego parlamentu.

Mimo początkowych sukcesów, po kilku latach powstanie zostało stłumione, a Owain uciekł na wieś, używając taktyk powstańczych przeciwko Anglikom aż do śmierci. W walkach przeciwko Owainowi wsławił się jako rycerz syn Henryka IV – późniejszy Henryk V.
Był żonaty z Margaret, z którą miał sześciu synów i kilka córek, jednakże tylko jeden syn, Maredudd, przeżył swojego ojca.